# Pseudomonas fluorescens
Pseudomonas fluorescens — вид протеобактерій родини Pseudomonadaceae.

## Опис
Грамнегативна рухома паличкоподібна бактерія з 2-4 джгутиками. Pseudomonas fluorescens має дуже гнучкий метаболізм і в природі живе в ґрунті та поверхневих водах. Це облігатний аероб (організм, якому для розвитку потрібен кисень), хоча деякі штами можуть адаптуватися до використання нітратів замість атмосферного кисню як кінцевий акцептор електронів під час клітинного дихання. Оптимальна температура для розвитку — від 25 °C до 30 °C.
P. fluorescens отримала таку назву (fluorescens = флуоресцентний), оскільки в середовищі з дефіцитом заліза вона виробляє розчинний флуоресцентний пігмент піовердін, здатний видаляти комплекс заліза з білків, присутніх у паразитарному організмі або на субстраті культури, і переносити його в бактеріальну клітину. Вона також виробляє термостабільні ліпази і протеази, які підлужують молоко, розщеплюючи казеїн. Його відносять до несахаролітичних бактерій. Вона дає позитивний результат на оксидазний тест.
Pseudomonas fluorescens синтезує феназин, феназинкарбонову кислоту, 2,4-діацетилфлороглюцинол та мупіроцин. В бактерії виявлено 4-гідроксіацетофенонмонооксигеназа — фермент, який перетворює піцеол, NADPH, H+ та O2 в 4-гідроксифенілацетат, NADP+ і Н2О.

## Значення
Деякі штами P. fluorescens (наприклад, CHA0 або Pf-5) мають властивості біоконтролю, захищаючи коріння деяких видів рослин від паразитичних грибів, таких як Fusarium або ооміцет Pythium, а також деяких нематод.
Цю бактерію використовують для виробництва антибіотика мупіроцин, який застосовується при лікуванні захворювань інфекцій шкіри, вуха та очей. Вільна кислота мупіроцину та її солі та складні ефіри є агентами, які використовуються в кремах, мазях та спреях для лікування метицилін-резистентної інфекції Staphylococcus aureus. Крім того, Pseudomonas fluorescens виробляє антибіотик обафлуорин.

## Штами
ATCC 13525 

CCUG 1253 

CCEB 546 

CFBP 2102 

CIP 69.13 

DSM 50090 

JCM 5963 

LMG 1794 

NBRC 14160 

NCCB 76040 

NCIMB 9046 

NCTC 10038 

NRRL B-14678 

VKM B-894